# 中心站街道
中心站街道，是中华人民共和国黑龙江省双鸭山市尖山区下辖的一个乡镇级行政单位。

## 行政区划
中心站街道下辖以下地区：
商贸社区、北秀社区、鞍山社区、兴化社区和隆安社区。